# Orexine
Orexin A und Orexin B (auch Hypocretin-1 beziehungsweise Hypocretin-2) sind Neuropeptid-Hormone in Säugetieren,
die im Hypothalamus gebildet werden und Einfluss auf das Essverhalten und den Schlafrhythmus haben. Weitere Wirkungen werden im autonomen Nervensystem, im Flüssigkeitshaushalt und im Energiestoffwechsel vermutet.
Der Gen-Name (Human Genome Organisation) der Orexine lautet HCRT (hypocretin neuropeptide precursor). Mutationen im HCRT-Gen können eine Narkolepsie zur Folge haben.

## Bildung
Die Orexine werden im Hypothalamus und in den Gonaden (Eierstock und Hoden) gebildet. Sie entstehen durch enzymatische Spaltung aus einem Vorläufer- oder Präkursor-Protein, dem Pre-Pro-Orexin.
Die Sekretion der Orexine wird durch Leptin und Glukose inhibiert, aber durch Ghrelin und eine Hypoglykämie aktiviert.

## Funktion
Orexin hat einen starken Einfluss auf das Schlaf-Wach-Verhalten. So ist bei Tierversuchen mit Hunden das Krankheitsbild Narkolepsie mit Mutationen im Gen des Orexin-Rezeptors-2 verbunden.
Beim Menschen nimmt man einen Zelluntergang der hypothalamischen Zellgruppen (Nucleus tuberomammillaris, englische Abkürzung TMN) an. Die Narkolepsie entsteht durch den Verlust derjenigen hypothalamischen Neurone, die Orexinneuropeptide produzieren.
Im lateralen Hypothalamus und in der Zona incerta befinden sich Nervenzellengruppierungen, die Orexin und auch das Melanin-konzentrierende Hormon (MCH) produzieren. Die Bildung der RNA für beide Hormone wird durch einen Transkriptionsfaktor, das Forkhead-Box-Protein A2 (Foxa2), aktiviert.
Außerdem konnte gezeigt werden, dass die Ausschüttung von Orexin durch Leptin, das Satt-Hormon der Fettzellen, gehemmt wird. Immer deutlicher werden die stoffwechselfördernden (anabolen) Funktionen von Orexin, nämlich Erhöhung der Körpertemperatur, Gewichtsverlust, erhöhte Aufmerksamkeit, stärkere Wachheit etc.

## Pharmakologie
Die Orexine entfalten ihre Wirkung an den Zielzellen durch Bindung an zwei unterschiedliche G-Protein-gekoppelte Rezeptoren, OX1R und OX2R. Dabei bindet Orexin A etwa gleich an die beiden Rezeptoren, wohingegen Orexin B vor allem an OX2R bindet. Beide Rezeptoren finden sich in sehr vielen Hirnregionen und sind an zahlreichen physiologischen Prozessen beteiligt, vor allem bei der Regulierung des Schlaf-Wach-Rhythmus (Circadiane Rhythmik), des Energiehaushaltes, endokriner Funktionen und von Belohn- und Suchtprozessen. Außerdem spielt OX2R, nicht aber OX1R, eine wichtige Rolle beim Erhalt des Wachzustandes und beim Start der REM-Phasen im Schlaf.

### Antagonisten
Ein Team um Andrew Lawrence vom Howard Florey Institute in Melbourne hat einen Wirkstoff (SB-334867) gefunden, der den Effekt von Orexinen im Gehirn blockiert, welche auch ursächlich für Euphorie nach Alkoholgenuss zuständig sein sollen. Die Forschungsergebnisse zeigten, dass Alkoholabhängigkeit und Essstörungen auf den gleichen Mechanismen beruhen, so Studienleiter Andrew Lawrence.
Eine relativ neue Gruppe von Medikamenten gegen Schlafstörungen, meist als duale Orexin-Rezeptor-Antagonisten (DORA) bezeichnet, entfaltet ihre Wirkung über eine Hemmung der Orexinwirkung im Gehirn. Zu diesen Medikamenten gehören Suvorexant, das 2014 erstmals in den USA zugelassen wurde, sowie Lemborexant und das im Januar 2022 in den Vereinigten Staaten zugelassene Daridorexant, das seit November 2022 auch in Deutschland im Handel ist. Nach einer Phase-III-Studie schlafen die Patienten im Mittel 10 Minuten schneller ein als unter Placebo und liegen nachts 20 Minuten weniger wach. An Nebenwirkungen wurden beobachtet: Reboundeffekt nach Absetzen, Halluzinationen, Schlafparalyse, Schlafwandeln, Depression bis hin zur Suizidalität. Daridorexant kostet 10–20 Mal so viel wie die derzeit in Leitlinien empfohlenen Schlafmittel.

### Agonisten
Zur Therapie der Narkolepsie Typ 1 mit Verlust Orexin-bildender Nervenzellen wurden hingegen Rezeptor-Agonisten für den Orexin-2-Rezeptor (OX2R) entwickelt. Danavorexton muss intravenös verabreicht werden und förderte das Wachsein bei normalen Mäusen, nicht aber bei OX2R-Knockout-Mäusen. Bei Mausmodellen mit Narkolepsie wurden damit die Kataplexie-artigen Episoden komplett unterdrückt. Als kontinuierliche Infusion wirkte dieser OX2R-Agonist auch bei Narkolepsie-Patienten mit Typ 1 und Typ 2 sowie bei Patienten mit Schlafentzug und förderte deren Wachsein. Der experimentelle orale OX2R-Agonist „TAK-994“ wurde in einer randomisierten, Placebo-kontrollierten klinischen Phase-II-Studie an Patienten mit Narkolepsie Typ 1 getestet und verbesserte die Wachsamkeit signifikant und erheblich mit signifikant verminderter Kataplexie-Frequenz. Diese Studie musste jedoch wegen hepatotoxischer Nebenwirkungen vorzeitig abgebrochen werden.

## Namen und Historisches
Das altgriechische Wort Orexie bedeutet „Esslust oder Verlangen nach Nahrung“.
Der Name Orexin (von griechisch ὄρεξις, orexis, „Verlangen, Appetit“) stammt von dem Wissenschaftler Masashi Yanagisawa, der herausfand, dass eine Injektion von Orexin in den Hypothalamus appetitsteigernd wirkt.
Die Arbeitsgruppe um Luis DeLecea und Tom Kilduff fand heraus, dass Orexin in bestimmten Kerngebieten (Neuronengruppen) im Hypothalamus hergestellt wird und Ähnlichkeiten mit anderen Hormonen, den Incretinen, besitzt (daher der Name Hypocretin: Hypothalamisches Incretin).